# A Fistful of Dollars (soundtrack)
A Fistful of Dollars (Italiaans: Per un pugno di dollari) is de originele soundtrack, gecomponeerd en gedirigeerd door Ennio Morricone voor de film A Fistful of Dollars uit 1964 van Sergio Leone. Het album werd uitgebracht in 1967 door RCA Records.
De partituur werd uitgevoerd door Ennio Morricone E La Sua Orchestra en het koor I Cantori Moderni di Alessandroni. Het album werd opgenomen met geluidstechnicus Giuseppe Mastroianni.

## Tracklijst
| 1.                 | Titoli (From A Fistful of Dollars) | 2:57  |
| 2.                 | Almost Dead                        | 1:42  |
| 3.                 | Square Dance                       | 1:35  |
| 4.                 | The Chase                          | 2:25  |
| 5.                 | The Result                         | 2:36  |
| 6.                 | Without Pity                       | 2:09  |
| 7.                 | Theme from A Fistful of Dollars    | 1:48  |
| 8.                 | A Fistful of Dollars Suite         | 13:39 |
| Totale duur: 28:51 |                                    |       |

| 1.                 | Titoli                           | 2:58 |
| 2.                 | Quasi morto                      | 1:40 |
| 3.                 | Musica sospesa                   | 1:02 |
| 4.                 | Square dance                     | 1:36 |
| 5.                 | Ramon                            | 1:05 |
| 6.                 | Consuelo Baxter                  | 1:18 |
| 7.                 | Doppi giochi                     | 1:41 |
| 8.                 | Per un pugno di dollari (1)      | 1:26 |
| 9.                 | Scambio di prigionieri           | 0:55 |
| 10.                | Cavalcata                        | 3:29 |
| 11.                | L'inseguimento                   | 2:25 |
| 12.                | Tortura                          | 9:31 |
| 13.                | Alla ricerca dell'evaso          | 1:22 |
| 14.                | Senza pietà                      | 2:08 |
| 15.                | La reazione                      | 2:36 |
| 16.                | Per un pugno di dollari (2)      | 1:49 |
| 17.                | Per un pugno di dollari (finale) | 1:09 |
| Totale duur: 38:10 |                                  |      |

| 1.                 | A Fistful of Dollars - Titles    | 2:58 |
| 2.                 | Almost Dead                      | 1:40 |
| 3.                 | Musica sospesa                   | 1:02 |
| 4.                 | Square Dance                     | 1:36 |
| 5.                 | Ramon                            | 1:05 |
| 6.                 | Consuelo Baxter                  | 1:18 |
| 7.                 | Doppi giochi                     | 1:41 |
| 8.                 | A Fistful of Dollars (Version 1) | 1:26 |
| 9.                 | Scambio di prigionieri           | 0:55 |
| 10.                | Cavalcata                        | 3:29 |
| 11.                | The Chase                        | 2:25 |
| 12.                | Tortura                          | 9:31 |
| 13.                | Alla ricerca dell'evaso          | 1:22 |
| 14.                | Without Pity                     | 2:08 |
| 15.                | The Result                       | 2:36 |
| 16.                | A Fistful of Dollars (Version 2) | 1:49 |
| 17.                | A Fistful of Dollars - Final     | 1:09 |
| Totale duur: 38:10 |                                  |      |

## Personeel
- Alessandro Alessandroni – fluiten en leadgitaar
- Italo Cammarota – aerofoon
- Felice Clemente – fluit
- Bruno Battisti D'Amario – klassieke gitaar
- Franco De Gemini – mondharmonica
- Michele Lacerenza – trompet
- Neldo Lodi – trompet
- Pierino Munari – drums en percussie